# Péninsule de Katsuren
La péninsule de Katsuren (勝連半島, Katsuren-hantō) est une péninsule située dans l'est de l'île Okinawa au Japon.

## Géographie
La péninsule de Katsuren s'étend à l'est de la ville d'Uruma, bordée par la baie de Kin au nord, la baie de Nakagusuku au sud et l'océan Pacifique à l'est.
Au large de la péninsule se trouvent les îles Yokatsu (Ikei, Hamahiga, Henza, Minamiukibara, Miyagi, Tsuken, Ukibara et Yabuchi).
Le château de Katsuren est situé au centre de la péninsule.